# Eva Koťátková
Eva Kotàtkova est artiste plasticienne contemporaine tchèque née en 1982 à Prague, où elle vit et travaille.
Elle obtient un diplôme en 2007 à l'Académie des beaux-arts de Prague et est l'autrice d'une thèse à l'UMPRUM de Prague au sujet du transfert des œuvres d'outsiders dans le monde de l'art.
Elle réalise des dispositifs artistiques qui sont à la fois totalitaires et poétiques, s'attachant au monde de l'enfance, à travers le dessin, la vidéo, la photographie, des performances. Elle conçoit aussi de grandes installations thématiques.

## Biographie
Ses premières œuvres datent de 2005. Elle fait une entrée remarquée sur la scène de l'art avec sa série The Re-education Machine, apportant une vision inquiétante d'une éducation s'imposant de façon autoritaire, cela évoque l'univers de son compatriote Franz Kafka.
En 2007, à seulement 25 ans, elle devient la plus jeune artiste à avoir reçu le Prix Jindrich Chalupecky et trois ans plus tard, en 2011, elle est exposée à la Biennale de Lyon (11e édition).
En 2013 elle présente The Encyclopedic Palace à la 55e Biennale d'art contemporain de Venise.
Son travail est également exposé au Pirelli Hangar à Milan en 2018, à la Kunsthalle Charlottenborg à Stockholm l'année d'après et à la Kestnergesellschaft à Hanovre durant les années 2019 et 2020.
Elle réside à l’Atelier Calder à Saché de mi-janvier à mi-avril 2019
Son œuvre Stomach of the World, qui fait partie de la collection du Frac Bretagne à Rennes, est montré dans le cadre du Festival Travelling en 2022. Il s'agit d'un film de 46 minutes présentant un groupe d'enfants dans trois lieux différents : un gymnase, une cour de récréation et une décharge. Les enfants suivent un certain nombre de règles, à la manière d'un grand jeu collectif, sur le sujet de manger et être mangé.
Du 11 février au 29 mai 2022, le CAPC (Bordeaux) lui consacre une exposition, intitulée EVA KOŤÁTKOVÁ Mon corps n’est pas une île.

## Œuvres
On retrouve les œuvres d'Eva Kotátková dans de nombreux musées comme au Museum für Moderne Kunst Frankfurt, au MIT Boston, au Guggenheim New York, au Migros Zurich, au MoMA New York, au Ludwig Museum Köln, au Reina Sofia Madrid et au Centre Pompidou Paris.
Quelques œuvres :
- Untitled, 2010
- Work of Nature, 2011
- Untitled, 2013
- Untitled, 2014
- Not How People Move But What Moves Them, 2013
- Stomach of the World, 2017, 46 min, courtesy de l’artiste et hunt kastner, Prague
- Unlearning Instincts, set of 5, 2019[7]
- Room for Restoring Empathy, 2019[5]

## Expositions
Quelques expositions :
- The Machine for Restoring Empathy, 16e Biennale d’Istanbul, 2019
- Confessions of the Piping System, Kunsthal Charlottenborg, Danemark, 2019
- Sleeping Woman Going to Battle, Meyer Riegger, Karlsruhe, Allemagne, 2021
- EVA KOŤÁTKOVÁ Mon corps n’est pas une île, CAPC, Bordeaux, 2022